# Uwe Küster
Uwe Küster (* 14. Juli 1945 in Magdeburg; † 26. Oktober 2014 ebenda) war ein deutscher Politiker (SPD). Er war seit 2008 Beauftragter für die IT-Wirtschaft und von 1991 bis 2007 Parlamentarischer Geschäftsführer der SPD-Bundestagsfraktion.

## Leben und Beruf
Nach dem Abitur 1964 absolvierte Küster ein Studium der Physik an der Technischen Hochschule Magdeburg, welches er 1969 als Diplom-Physiker beendete. Anschließend war er als wissenschaftlicher Mitarbeiter bis 1983 am Fachbereich Biochemie und von 1983 bis 1989 am Fachbereich Immunologie der Medizinischen Akademie Magdeburg tätig. 1976 erfolgte seine Promotion (Dissertation A) zum Dr. rer. nat. an der TH Magdeburg mit der Arbeit „Untersuchungen zur Regulation der mitochondrialen ATP-Synthese durch die extramitochondrialen Adeninnukleotide“. 1982 habilitierte er sich an der Medizinischen Akademie Magdeburg mit der Arbeit „Untersuchungen zur Regulation von Energiebereitstellung und Energieausnutzung in der Leber auf subzellulärem und zellulärem Niveau“ (Dissertation B). Von 1989 bis 1991 war Küster hier Dozent für Immunologie.
Uwe Küster war verheiratet und hatte drei Kinder.

## Partei
Küster wurde im Herbst 1989 politisch aktiv und trat im Januar 1990 in die SPD ein.

## Abgeordneter
Seit 1990 war er Mitglied des Deutschen Bundestages und war dort von Januar 1991 bis Oktober 2007 Parlamentarischer Geschäftsführer der SPD-Bundestagsfraktion. Seit Februar 2008 war er Beauftragter für die IT-Wirtschaft der SPD-Fraktion. 
Uwe Küster war 1990 über die Landesliste Sachsen-Anhalt und seit 1994 stets als direkt gewählter Abgeordneter des Wahlkreises Magdeburg in den Bundestag eingezogen. Bei der Bundestagswahl 2005 erreichte er hier 40,8 % der Erststimmen. Er trat zur Bundestagswahl 2009 nicht erneut an. Für den Bundestagswahlkreis Magdeburg wurde Burkhard Lischka gewählt.

## Funktionen
Uwe Küster war Vorsitzender des Deutsch-Amerikanischen Dialogzentrums Magdeburg.

## Auszeichnungen
- 2004: Bundesverdienstkreuz (1. Klasse)